# المسيحية في كتالونيا

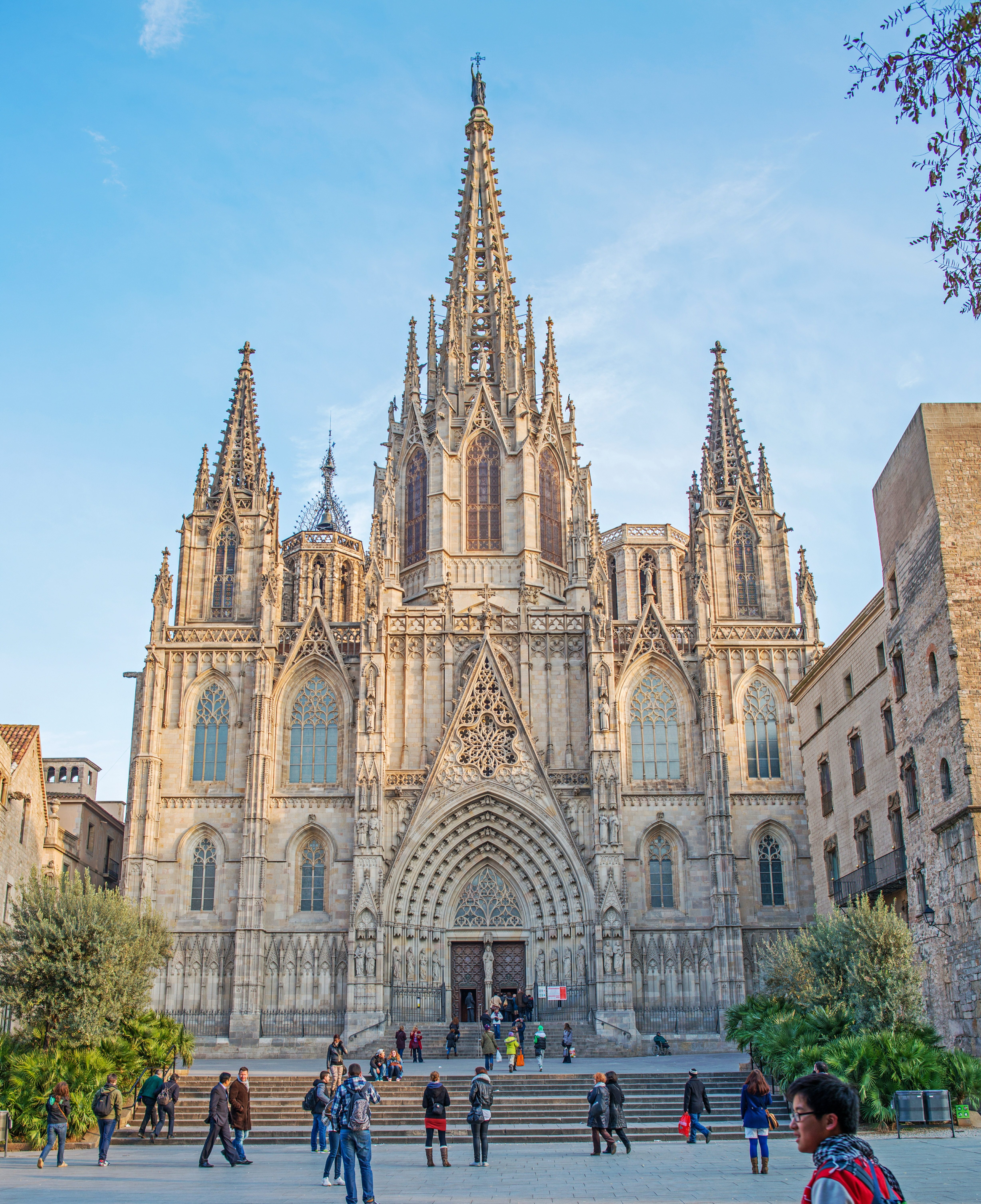
كاتدرائية برشلونة في مدينة برشلونة.

تاريخيًا، كان جميع سكان كتالونيا من المسيحيين تقريبًا، وعلى وجه التحديد من أتباع الكنيسة الرومانية الكاثوليكية، ولكن منذ عقد 1980 كان هناك اتجاه تراجع للمنتمين للكنيسة الكاثوليكية يقابله نمو موازي لللادينيين وإلى جانب الهجرة التي أدت إلى زيادة أعداد معتنقي الأديان الأخرى والطوائف المسيحيَّة الأخرى. تعود أصول الديانة المسيحية في المنطقة إلى القرن الثالث، وأضحت الديانة الغالبة في المناطق الحضرية في القرن الرابع.
وفقًا لإحصائيات مركز البحوث الاجتماعية الإسباني لعام 2012 كان حوالي 60.7% من سكان منطقة كتالونيا من الكاثوليك، في حين وفقًا لأحدث دراسة ترعاها حكومة كاتالونيا أجريت في عام 2016، وجدت أنَّ 61.9% من سكان كتالونيا يعرفون أنفسهم مسيحيين، منهم 58.0% كاثوليك، وحوالي 3% من البروتستانت، وحوالي 0.9% من أتباع الكنيسة الأرثوذكسية الشرقية في حين أنَّ 0.6% من شهود يهوه. في الوقت نفسه، كان 16% من السكان من الملحدين وحوالي 11.9% لاأدريين، في حين كان 4.8% من المسلمين (معظمهم مهاجرين)، وحوالي 2.4% من أتباع الديانات الأخرى. وشهدت نسبة المسيحية ارتفاعاً حيث وفقًا لدراسة ترعاها حكومة كاتالونيا أجريت في عام 2014، وجدت أنَّ 56.5% من سكان كتالونيا يعرفون أنفسهم مسيحيين، منهم 52.4% كاثوليك، لترتفع النسبة إلى 61.9% في عام 2016.

## تاريخ

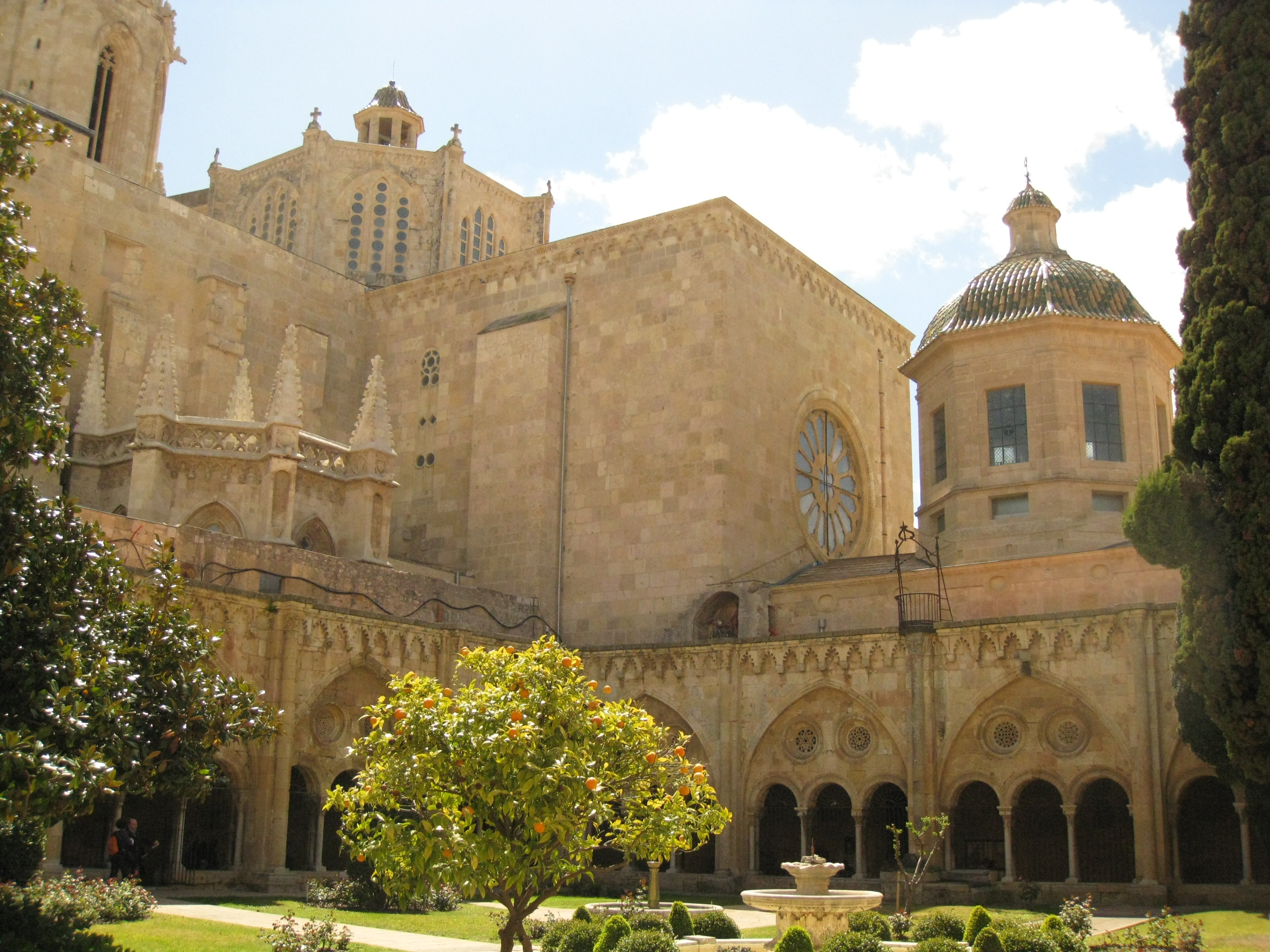
كاتدرائية طراغونة.

تعود أصول الديانة المسيحية في المنطقة إلى القرن الثالث، وأضحت الديانة الغالبة في المناطق الحضرية في القرن الرابع.
حدثت الموجة الأولى من العلمانية في المنطقة خلال القرن الثامن عشر نتيجة لتأثير حركة التنوير على البرجوازية الكتالونيَّة. والثانية حدثت خلال القرن التاسع عشر، وكان لها تأثير كبير على الطبقة الدنيا والمتوسطة، ولكن توقفت بسبب اندلاع الحرب الأهلية الإسبانية (1936-1939). أصبحت الكاثوليكية دين الدولة في عام 1851، عندما وقعت الحكومة الإسبانية مع الكرسي الرسولي في الالتزام بدفع رواتب رجال الدين وغيرها من النفقات لدعم الكنيسة الكاثوليكية كتعويض عن الاستيلاء على ممتلكات الكنيسة، وقد تخلت عن هذه الإتفاقية في عام 1931، عندما فصل الدين عن الدولة واتخذ الدستور العلماني للجمهورية الإسبانية الثانية وفرضت سلسلة من الإجراءات ضد سيطره القساوسة التي تهدد هيمنة الكنيسة في إسبانيا، مما أثار دعم الكنيسة للانتفاضة فرانسيسكو فرانكو خلال خمس سنوات في وقت لاحق. وأيدت الكنيسة الكاثوليكية انقلاب الجنرال فرنكو ضد الحكومة الجمهورية المنتخبة في العام 1936. وبسبب تأييد الكنيسة الكاثوليكية للنظام، أدّى ذلك إلى موجة أخرى من العلمانية امتدت منذ الثمانينيات. خلال التسعينات كان معظم سكان كاتالونيا من الكاثوليك غير الممارسين دينيًا.
انقسمت الكنيسة الكاثوليكية الإسبانيَّة حول استفتاء استقلال كتالونيا 2017، حيث بحث عدد من رجال الدين الكتالونيين والكهنة عن سبل للحوار الهادئ ودعم بصفة علنيَّة الحركة الانفصالية، في حين يحافظ آخرون على موقف الحياد من حملة الاستقلال. وأصدر الأساقفة الإسبان بياناً، يعلنون فيه تجنبهم اتخاذ أي موقف بشأن موضوع استقلال كتالونيا. ولم تصدر تصريحات رسميَّة من الفاتيكان بشأن الاستفتاء خلال الأشهر الاخير، وتحدث أساقفة كتالونيا في بيان يوم 20 سبتمبر من عام 2017، بصيغة محايدة، يحثون فيه الكاثوليك على الصلاة من أجل كتالونيا في تلك اللحظة الحاسمة. وتجنب معظمهم التعبير عن آرائهم الشخصية. وفي سبتمبر من عام 2017، وقع حوالي 400 كاهن وأبرشية كتالونية إعلانا يدافع عن استفتاء 1 أكتوبر الذي أرسلوه إلى البابا فرنسيس. حيث قالوا أنَّ دعمهم للإستفتاء سببه «القيم الإنجيلية والإنسانية»، فضلاً عن «حبهم الصادق للشعب الذي يريدون خدمته».

## ديموغرافيا

### حسب المقاطعة
| الديانة             | برشلونة | جرندة | لاردة | طراغونة |
| ------------------- | ------- | ----- | ----- | ------- |
| المسيحية            | 52.7%   | 60.6% | 71.9% | 70.6%   |
| الكاثوليكية         | 49.2%   | 57.0% | 65.7% | 62.7%   |
| شهود يهوه           | 0.5%    | 0.2%  | 0.2%  | 0.2%    |
| الأرثوذكسية الشرقية | 0.5%    | 1.2%  | 3.5%  | 4.7%    |
| البروتستانتية       | 2.5%    | 2.2%  | 2.5%  | 3.0%    |
| إلحاد               | 19.7%   | 17.0% | 14.5% | 11.0%   |
| لاأدرية             | 14.0%   | 7.3%  | 3.5%  | 7.2%    |
| الإسلام             | 6.5%    | 12.7% | 7.7%  | 7.5%    |
| البوذية             | 1.5%    | -     | 0.5%  | 1.5%    |
| اليهودية            | -       | 0.2%  | -     | -       |
| أديان أخرى          | 2.7%    | 1.0%  | 1.2%  | 1.2%    |
| غير معروف           | 1.2%    | 0.5%  | 0.2%  | -       |
| لم يجب عن السؤال    | 1.5%    | 0.5%  | 0.2%  | 0.7%    |

## الطوائف المسيحية

### الكاثوليكية

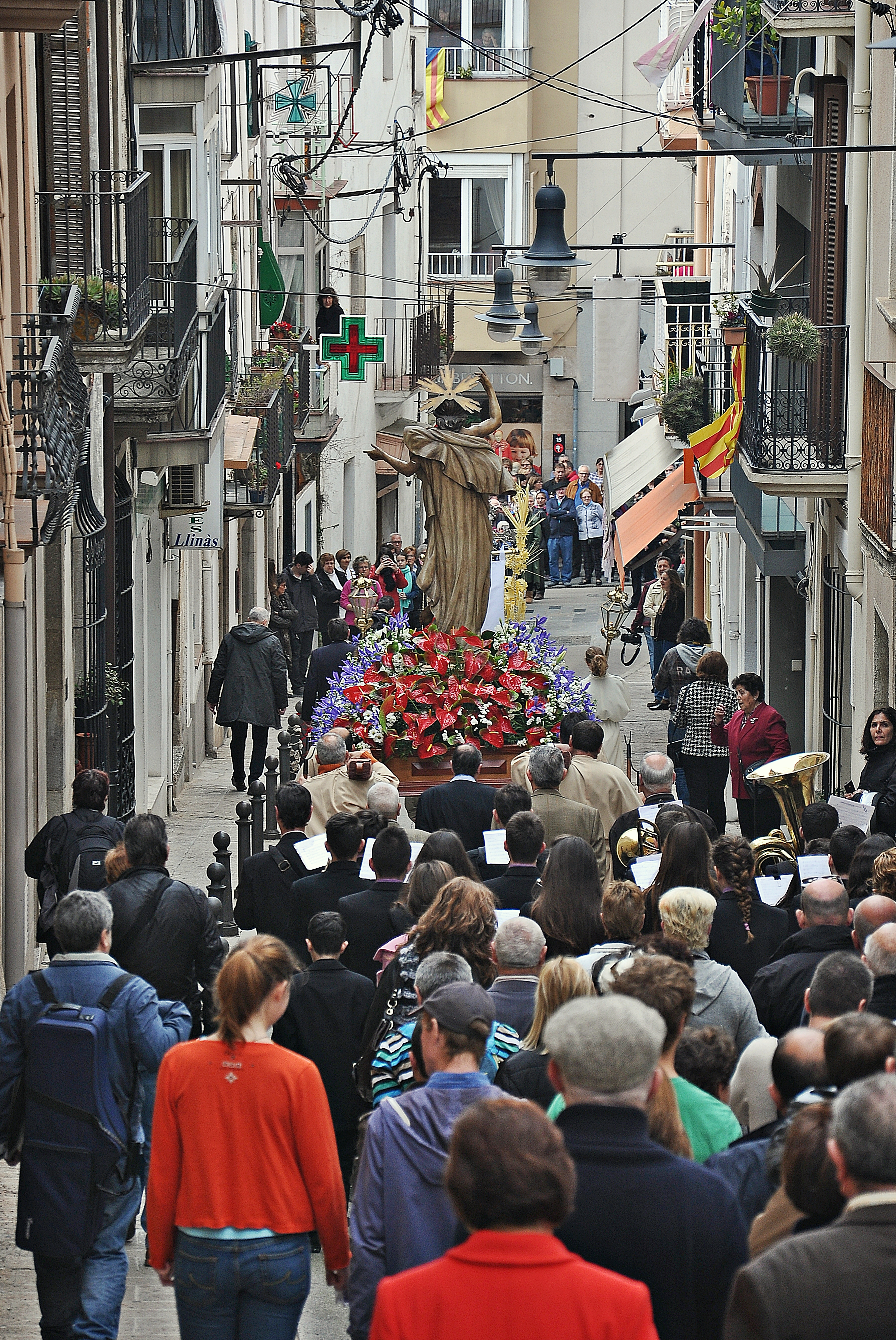
جانب من تطواف أسبوع الآلام في مدينة بلانيس.

سكن الإيبيريون أراضي كتالونيا في العصور القديمة، ثم تعرضت لغزوات من الإغريق والقرطاجيون الذين حكموها لفترات قصيرة، ثم أصبحت كتالونيا جزءًا من أراضي «هسبانيا» التابعة للإمبراطورية الرومانية إلى أن انتزعها القوطيون من أيديها. في عام 718 الميلادي فتح مسلمو الأندلس كتالونيا، وبقيت في أيديهم بكاملها حتى عام 760 عندما بدأ الفرنجة القادمون من الأراضي الفرنسية في انتزاعها إلى أن استولوا عليها بالكامل عام 801، وكوّن الفرنجة إقطاعيات مسيحية في إقليم كتالونيا من مواطنيه الأصليين تتمتع بحكم ذاتي وسلحوها جيدا لتكون تلك الإقطاعيات بمثابة حاجز دفاعي تنكسر عليه محاولات الغزو الإسلامية الأندلسية. في عام 1479 كان زواج الملوك الكاثوليك إيزابيلا الأولى ملكة قشتالة وفرناندو ملك أراغون النواة الأولى لتكوين مملكة إسبانيا، وأصبحت كتالونيا بذلك جزءًا من المملكة الإسبانية.
تاريخيًا كان الشعب الكتالوني من الكاثوليك المتدينيين، لكن منذ عقد 1980 أصبح الكاثوليك الكتالان أقل تدينًا. إذ أدَّى تأييد الكنيسة الكاثوليكية لنظام فرانسيسكو فرانكو المعادي للقومية الكتالانيَّة، إلى موجة من العلمانية امتدت منذ الثمانينيات. خلال التسعينات كان معظم سكان كاتالونيا من الكاثوليك غير الممارسين دينيًا. ومع ذلك، يتم الحفاظ على وجود الدين من خلال التقاليد والقيم والآثار، حيث تُعرف المنطقة بتراثها الكاثوليكي الثقافي والغنيّ، وتمتلك كتالونيا ثقافة كاثوليكية غنيَّة. وفقًا لإحصائيات مركز البحوث الاجتماعية الإسباني لعام 2012 كان حوالي 60.7% من سكان منطقة كتالونيا من الكاثوليك، في حين وفقًا لأحدث دراسة ترعاها حكومة كاتالونيا أجريت في عام 2016، وجدت أنَّ 58.0% من سكان كتالونيا يعرفون أنفسهم كاثوليك. وإرتفعت نسبة أتباع الكنيسة الرومانية الكاثوليكية من 52.4% من السكان في عام 2014 إلى 58.0% من السكان في عام 2016.
تمتلك الكنيسة الرومانية الكاثوليكية 6,701 كنيسة في كتالونيا في عام 2014. ويتوزع الكاثوليك على أسقفيتين وهي أسقفية برشلونة وأسقفية طراغونة إلى جانب ثمانية أبرشيات. وتعد سيدة مونتسيرات (باللغة الكاتالانيّة:Mare de Déu de Montserrat) شفيعه كاتالونيا.

### البروتستانتية

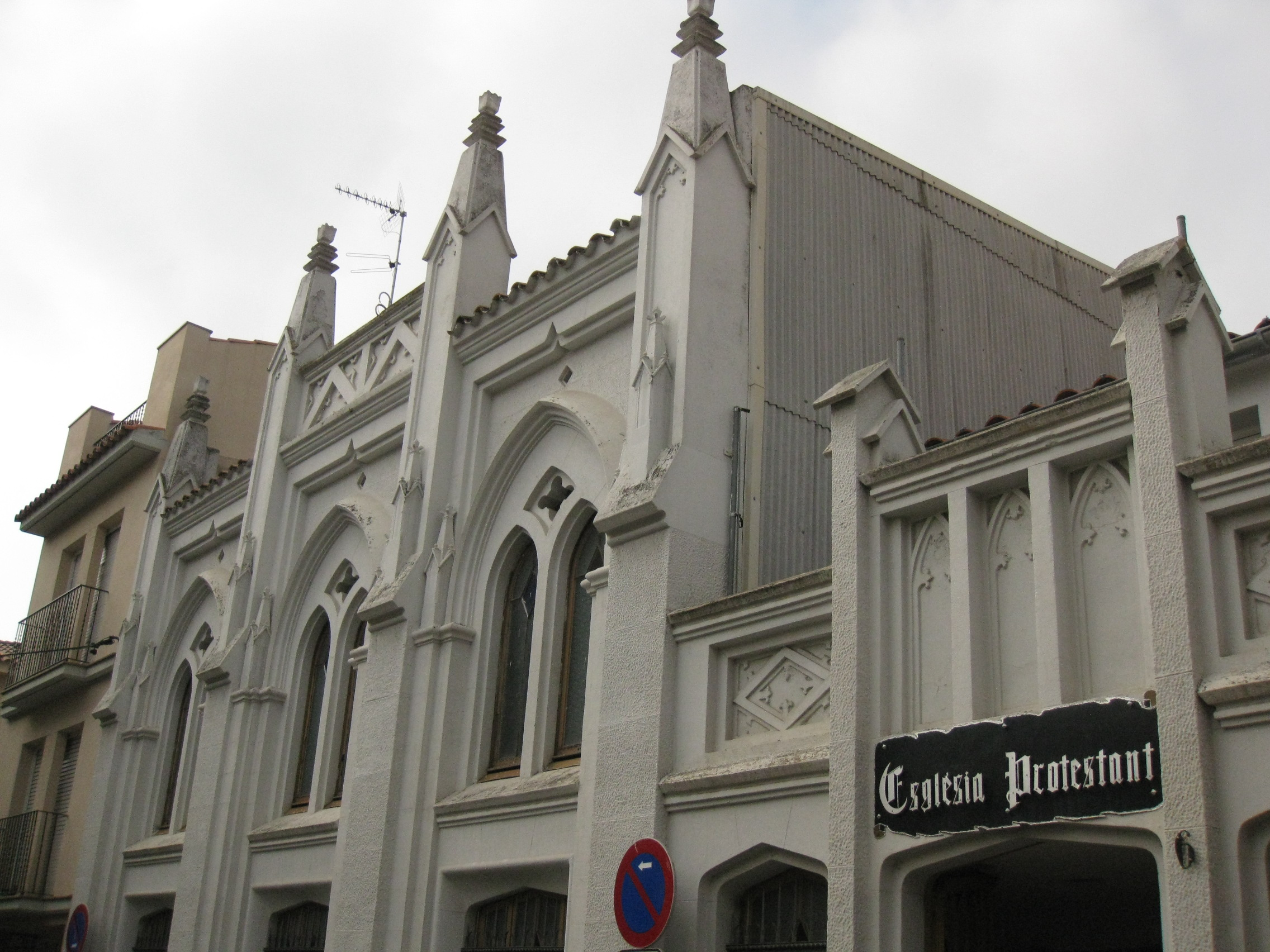
كنيسة روبي الإنجيليَّة في بلدية روبي.

وفقًا لأحدث دراسة ترعاها حكومة كاتالونيا أجريت في عام 2016، وجدت أنَّ 3% من سكان كتالونيا يعرفون أنفسهم بروتستانت أو إنجيليين، وشهدت النسبة ارتفاعاً (2.5%) بالمقارنة مع عام 2014. اعتبارًا من عام 2014 هناك 725 كنيسة بروتستانتية وإنجيلية في كاتالونيا، التي تقدم خدماتها الدينيَّة في الغالب في اللغة الإسبانية، والكاتالانية، والإنجليزية، والرومانية، وعدد أقل في اللغات الكورية والروسية والبرتغالية. العديد من أتباع الكنائس البروتستانتية هم من المهاجرين من أمريكا الجنوبية وأفريقيا وأوروبا الشرقية. معظم الكنائس البروتستانتية تنتمي إلى الإنجيلية، حيث أن 469 كنيسة تنتمي إلى مذهب الخمسينية، في حين تمثل البروتستانتيَّة التاريخية (الأنجليكانية، واللوثرية، والميثودية والمشيخية) أقل من 20% من الكنائس. وتضم كنيسة الأدفنتست نحو 1,500 عضو في كاتالونيا، ينتمون إلى أربعة وعشرين كنيسة. معظم هذه الكنائس تقدم بخدماتها في اللغة الإسبانية والكاتالانية. العديد من البروتستانت هم من الشباب فحوالي 6% من سكان كتالونيا بين جيل 25 إلى 34 هم من البروتستانت.

### الأرثوذكسية
وفقًا لأحدث دراسة ترعاها حكومة كاتالونيا أجريت في عام 2016، وجدت أنَّ 0.9% من سكان كتالونيا يعرفون أنفسهم مسيحيين أرثوذكس. ويعتبر المجتمع الأرثوذكسي شابًا حيث أنّ 2.6% من سكان كتالونيا بين جيل 25 إلى 34 هم من الأرثوذكس. واعتبارًا من العام نفسه، كان هناك خمسة وخمسين كنيسة أرثوذكسية وكاثوليكية شرقية في كتالونيا، ومعظم هذه الكنائس تديرها المجتمعات الناطقة باللغة الرومانية والأوكرانية (معظم الكنائس الكاثوليكية الشرقية تنتمي إلى تقاليد الكنيسة الأوكرانية الكاثوليكية)، مع نسبة صغيرة من الكنائس الناطقة باللغة العربية واليونانية.

### طوائف أخرى
وفقًا لأحدث دراسة ترعاها حكومة كاتالونيا أجريت في عام 2016، وجدت أنَّ 0.6% من سكان كتالونيا يعرفون أنفسهم شهود يهوه. اعتباراً من العام نفسه، كان هناك 118 قاعات المملكة يهوه في البلاد، مع تركيز عال في مقاطعة برشلونة. معظم شهود يهوه هم من أصل كتالوني.
لدى كنيسة يسوع المسيح لقديسي الأيام الأخيرة أكثر من 6,000 عضو وخمسة عشرة مكان للعبادة وذلك اعتبارًا من عام 2014، ومعظمهم دور العبادة يستخدم اللغة الإسبانية كلغة طقسيَّة. العديد من المورمون في كتالونيا هم من المهاجرين من أمريكا الجنوبية، وهذا هو السبب في أنَّ الإسبانية هي اللغة الأساسيَّة لمجتمعات المورمون في المنطقة.